# 瀨戶瀨站

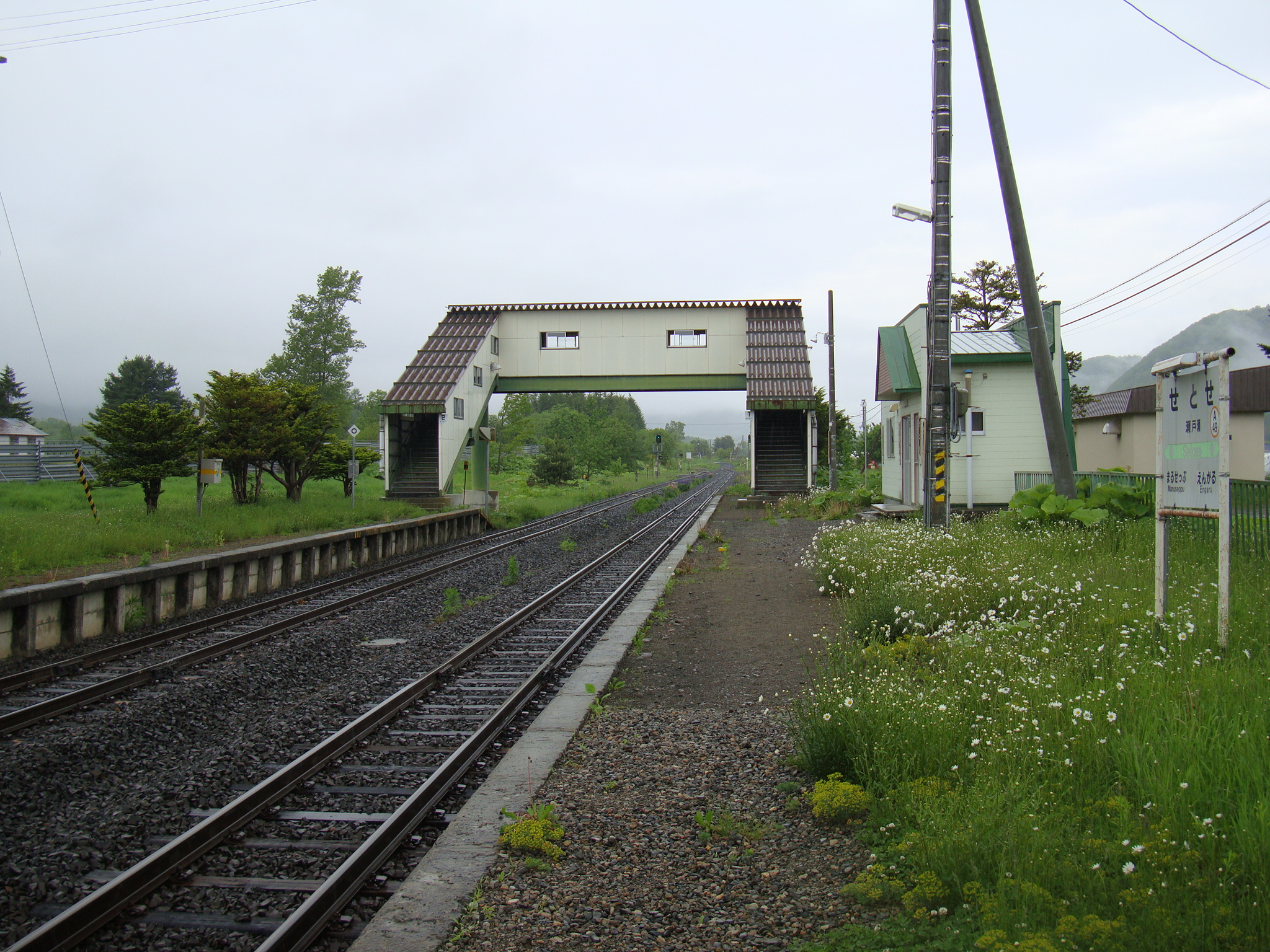
月台

瀨戶瀨站（日语：／ Setose eki */?）位於北海道紋別郡遠輕町，是北海道旅客鐵道（JR北海道）石北本線上的站。
名稱源於阿伊努語「set-us-i」（鳥巢很多的地方）或「seta-ni-usi-uturu-kot」（野蘋果樹叢生的窪地）。

## 車站構造
側式與島式複合月台，共計2面2線的地面車站。以前月台配置為2面3線，站內分歧出多條側線，現在僅殘留一條，且兩側號誌機皆已停用。為遠輕站管理的無人車站。

### 月台配置
| 月台 | 路線      | 方向 | 目的地               |
| ---- | --------- | ---- | -------------------- |
| 1    | ■石北本線 | 下行 | 遠輕、北見、網走方向 |
| 2    | ■石北本線 | 上行 | 白瀧、上川、旭川方向 |

## 車站周邊
- 北海道道493號奥瀨戶瀨瀨戶瀨停車場線、北海道道711號社名淵瀨戶瀨停車場線
- 國道333號
- 瀨戶瀨郵局
- 湧別川水壩
- 遠輕町營巴士「瀨戶瀨」停留站

## 历史
- 1927年（昭和2年）10月10日 - 設立。
- 1982年（昭和57年）11月15日 - 廢止貨物業務。
- 1983年（昭和58年）1月10日 - 廢止行李業務。導入CTC後簡易委託化。
- 1987年（昭和62年）4月1日 - 國鐵分割民營化後成為北海道旅客鐵道（JR北海道）轄下的車站。
- 時間不詳 - 廢除簡易委託。

## 相鄰車站
北海道旅客鐵道（JR北海道）
■石北本線
特別快速「北見」
通過
普通
丸瀨布（A48）－（伊奈牛）－瀨戶瀨（A49）－（新榮野）－遠輕（A50）
- 為廢站

## 相關項目
- 石北本線
- 日本鐵路車站列表

## 外部連結
- （日語）JR北海道 – 瀨戶瀨車站 （页面存档备份，存于）
- （日語）全驛參觀之旅 （页面存档备份，存于）